# A3SM (lance-missiles)
Un missile mer-air peut être véhiculé sous l'eau par un conteneur lancé depuis un tube pour torpilles, et pointer sa cible lors de l'émersion, mais il prend ainsi la place d'une torpille ou d'un missile anti-navire, ce qui réduit les capacités offensives du sous-marin, d'autant plus s'il est de petite taille.
Pour parer à cette contrainte, DCNS - aujourd'hui Naval Group - en partenariat avec MBDA, a développé, l'A3SM (Auto-défense Anti-Aérienne pour Sous-Marin), un lanceur triple monté sur un mât, pour missiles Mistral ou Mica, qui peut être intégré dans le kiosque d'un sous-marin. Ce système d'arme est présenté au salon Euronaval 2012.
Ses missiles peuvent être lancés en plongée ; un hélicoptère de lutte anti sous-marine en chasse peut être détecté et localisé grâce au bruit généré par le souffle de ses pales sur la surface de la mer ou par les émissions de son sonar trempé ; pour détecter et cibler un avion ASM, le périscope sera utilisé,,.
La marine indienne pourrait en équiper ses Scorpène selon des informations de 2022.